# Eriocoelum petiolare
Eriocoelum petiolare är en kinesträdsväxtart som beskrevs av Ludwig Radlkofer. Eriocoelum petiolare ingår i släktet Eriocoelum och familjen kinesträdsväxter. Inga underarter finns listade i Catalogue of Life.